# 에드먼턴 엑스포 센터
에드먼턴 엑스포 센터(영어: Edmonton Expo Centre)은 캐나다 앨버타주 에드먼턴에 위치한 실내 경기장이다. 현재 CEBL 에드먼턴 스팅거스의 홈경기장으로 사용되고 있다.